# Die Jungs vom Bahnhof Zoo
Die Jungs vom Bahnhof Zoo és un pel·lícula documental alemanya del 2011 ] dirigida, escrita i produïda per Rosa von Praunheim.
La pel·lícula se centra en la prostitució masculina orientada als homes gai a l'estació de tren Zoologischer Garten de Berlín, un centre de transport central a Berlín que ha estat un lloc de trobada entre homes gai i prostituts masculins. durant més de quaranta anys.
La pel·lícula consta d'entrevistes amb els actuals i antics prostituts (la majoria immigrants d'Europa de l'Est), els seus clients masculins i els treballadors socials que intenten ajudar-los. No només retrata el tràgic destí d'algunes prostitutes masculines, la seva vida quotidiana i rutines, sinó també altres aspectes relacionats amb la prostitució masculina: pobresa, drogodependència, SIDA, crim, migració, amor i parella.